# 사라예보 사건

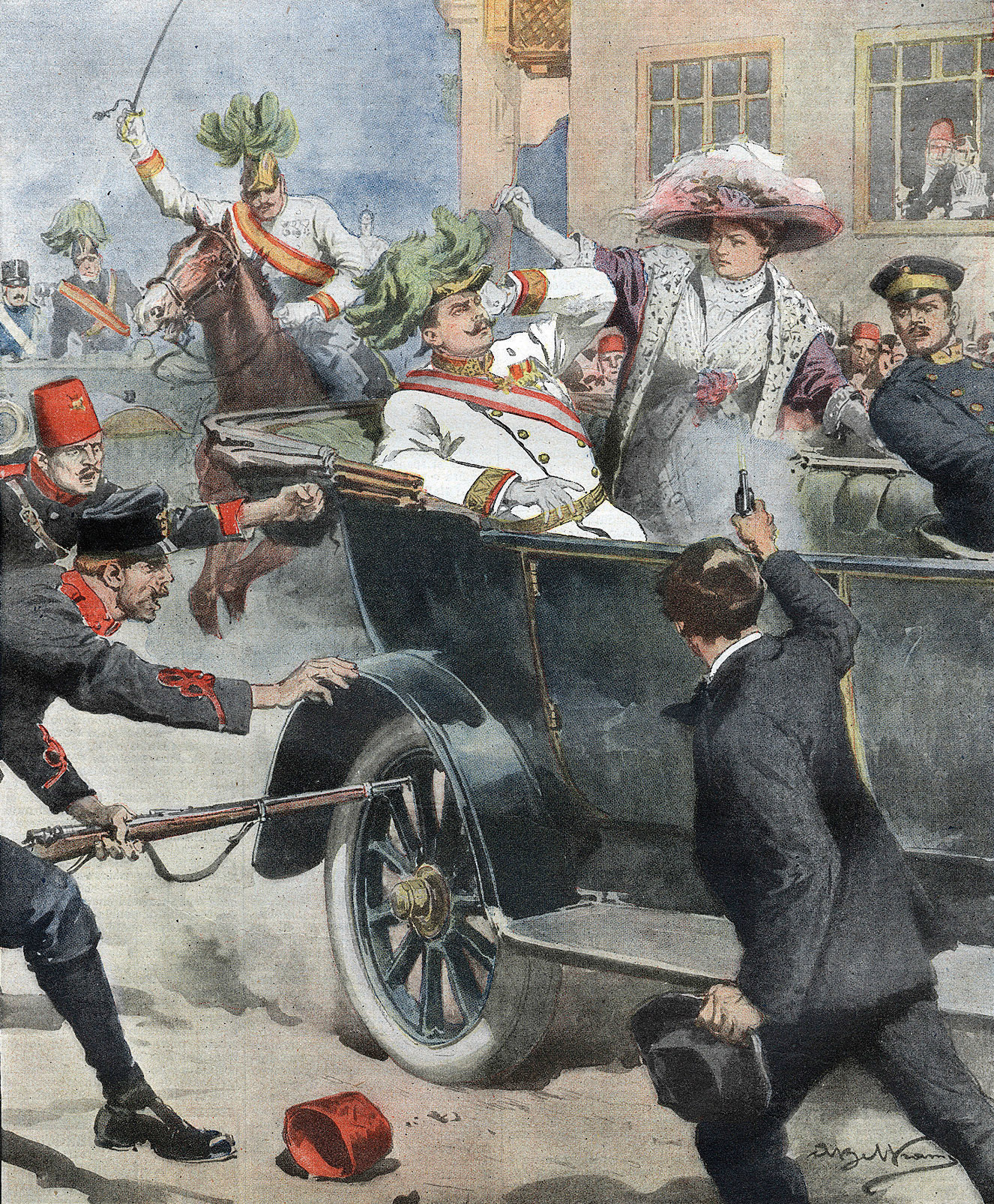
사라예보 사건을 묘사한 삽화 (1914년 7월 12일에 발행된 이탈리아의 신문 《라 도메니카 델 코리에레》(La Domenica del Corriere))

사라예보 사건과 관련된 지도

사라예보 사건(사라예보 事件)은 1914년 6월 28일, 지금의 보스니아 헤르체고비나의 수도인 사라예보에서 일어난 사건으로 오스트리아-헝가리 제국의 황위 계승자인 프란츠 페르디난트 폰 외스터라이히에스테 대공과 조피 초테크 폰 호엔베르크 여공작 부부가 청년 보스니아라는 민족주의 조직에 속한 18세의 청년이자 대학생이었던 가브릴로 프린치프에게 암살된 사건이다. 이 사건은 제1차 세계 대전의 도화선이 되었다.

## 사건 경과
프린치프는 세르비아계 보스니아인으로 전 남슬라브인들의 통일, 구체적으로는 보스니아가 오스트리아-헝가리 제국으로부터 독립하여 독립국인 세르비아와 합칠 것을 원하였다(남슬라브 운동). 그리고 오스트리아 황태자가 군대의 사열을 보기 위해 보스니아 헤르체고비나의 수도 사라예보를 방문할 것이라는 소식을 듣자 가브릴로 프린치프와 네델코 차브리노비치 및 4명의 혁명가 학생들이 음모를 준비했다. 프란츠 페르디난트는 제국 내에서 게르만인과 슬라브인이 평등하게 지내게 하려는 계획을 세우고 있었으나 세르비아 민족주의 단체는 이러한 온건 정책이 오히려 세르비아인의 결집 의지를 약화시킨다고 여겼다. 또한 오스트리아-헝가리 제국 내에 슬라브계 민족이 동등하게 동맹에 참여할 수 있는 제3의 왕국을 수립하려는 프란츠 페르디난트의 구상은 통일된 단일 민족 국가를 열망하는 세르비아인들에게 위협이 되었다.
황태자 부부가 탄 차는 일차적으로 밀랴츠카강 인근에 있던 네델코 차브리노비치가 던진 폭탄을 맞아 테러를 당했으나, 뭔가가 날아오는 것 같이 보였던 운전사가 속도를 높이는 바람에 차 뒷바퀴에 맞고 뒤따라오던 차 밑에서 터져, 16명이 중상을 입었다. 한편 페르디난트는 자기 때문에 많은 사람이 다쳤을 거라고 생각했고 모든 사람들이 말렸음에도 불구하고 모든 일정을 취소하고 병원으로 가기로 했다. 경로를 변경해 다른길로 가기로 했으나, 실수로 운전사에게 미리 말하지 않아 운전사는 길을 잃고, 라틴 교 인근의 골목에 숨어 있던 프린치프가 달려나와 총 두 발로 황태자 부부를 암살했다. 사건이 있은 직후 시민들은 세르비아인을 습격하고 그들의 가게를 약탈하였다.

## 사건의 영향
사건이 발생한 사라예보는 오스트리아의 영토였으며 프린치프 또한 오스트리아령 보스니아에 사는 세르비아인일 뿐 세르비아 국적을 가지고 있지 않았다. 그러나 세르비아 왕국이 러시아 제국의 지원을 받으며 남슬라브 운동을 은근히 부추기는 것을 탐탁지 않게 생각하던 오스트리아-헝가리 제국은 이 사건을 구실로 세르비아와 전쟁을 결심했다. 세르비아와 전쟁을 하기 위해서 동맹국 독일 제국의 협조를 요청했고, 여기서 외교사 최대 실수로 평가되는 “백지 수표”를 빌헬름 2세가 약속한다. 오스트리아-헝가리 제국을 무조건 지원하겠다는 것이다. 이것은 지난 1878년에 체결된 독오 동맹에 따르는 것이었다. 그러나 원래 이 동맹은 독일 제국이 주도하고 오스트리아-헝가리 제국이 따르는 구조였음에도, 1908년 오스트리아-헝가리 제국이 보스니아 헤르체고비나를 합병한 보스니아 위기 때부터 오스트리아-헝가리 제국이 주도하고 독일이 따라가는 것으로 전도되어 있었다. 비스마르크는 일찍이 이것은 전쟁을 불러일으킬 것이라며 경고한 바 있다.
그러나 오스트리아는 독일이 건네준 백지 수표를 믿고 7월 23일 세르비아에 다음과 같은 내용의 최후통첩을 보낸다. 답변 시한은 48시간이었다.
1. 모든 반(反)오스트리아 단체를 해산할 것.
2. 암살에 관련된 모든 자를 처벌할 것.
3. 반(反)오스트리아 단체에 관련된 모든 관리를 파면할 것.
4. 여기에 관련된 당사자를 조사하는 데 오스트리아 관리가 세르비아로 들어가 도울 것을 허용할 것.

이 조항들을 내민 오스트리아의 속셈은 세르비아가 최후통첩을 거부하는 것이었다. 이 최후통첩이 노린 것이 무엇이었냐에 대해서는 역사가들 사이에 논쟁이 많다. 각 조항들이 세르비아의 주권과 자존심을 짓밟는 항목들이어서 전쟁을 의도했다고 하나, 그렇지 않다는 의견도 있다. 오스트리아가 보낸 최후통첩에는 최후통첩을 거부했을 때는 어떤 일이 벌어진다는 내용이 나오지 않기 때문이다. 그래서 세르비아 주재 오스트리아 대사관은 이 최후통첩을 "시한이 정해진 요청문"으로 분류해서 세르비아 정부에 전달했다.
생길지도 모를 파국을 피하고 싶었던 세르비아 정부는 1, 2, 3항까지는 굴욕을 참고 받아들일 수 있었으나, 4항은 도저히 받아들일 수 없는 요구 조건이었고, 결국 세르비아는 이 최후통첩을 거부한다.
오스트리아는 바라던 바를 이루었기 때문에 7월 28일, 세르비아에 전쟁을 선포했고, 러시아가 7월 29일 총동원령을 내렸다. 독일의 빌헬름 2세는 러시아와 프랑스 제3공화국에 동시에 최후통첩을 발했다. 러시아에 대한 최후통첩은 “총동원령을 해제하라. 안 그러면, 전쟁 상태로 간주한다. 12시간 내 답변하라.”였는데, 러시아는 아무 말도 하지 않았다. 프랑스에는 “만일 독일이 러시아와 전쟁 상태로 들어가면 프랑스는 어떤 행동을 취할 것인가. 18시간 내 답변하라.”라고 발했다. 프랑스는 프랑스의 국가 이익에 따라 행동한다고 답변했다.
8월 1일, 독일이 러시아에 선전포고를 했고, 이후 각국은 서로 선전포고를 했다. 그러나 전쟁은 7월 28일부터 시작된 것이었다.

## 주범
- 가브릴로 프린치프 (1894 ~ 1918)
- 네델코 차브리노비치 (1895 ~ 1916)

## 공범
- 트리프코 그라베주 (1895 ~ 1916)
- 치베트코 포포비치 (1896 ~ 1980)
- 바소 추브릴로비치 (1897 ~ 1990)

## 사진

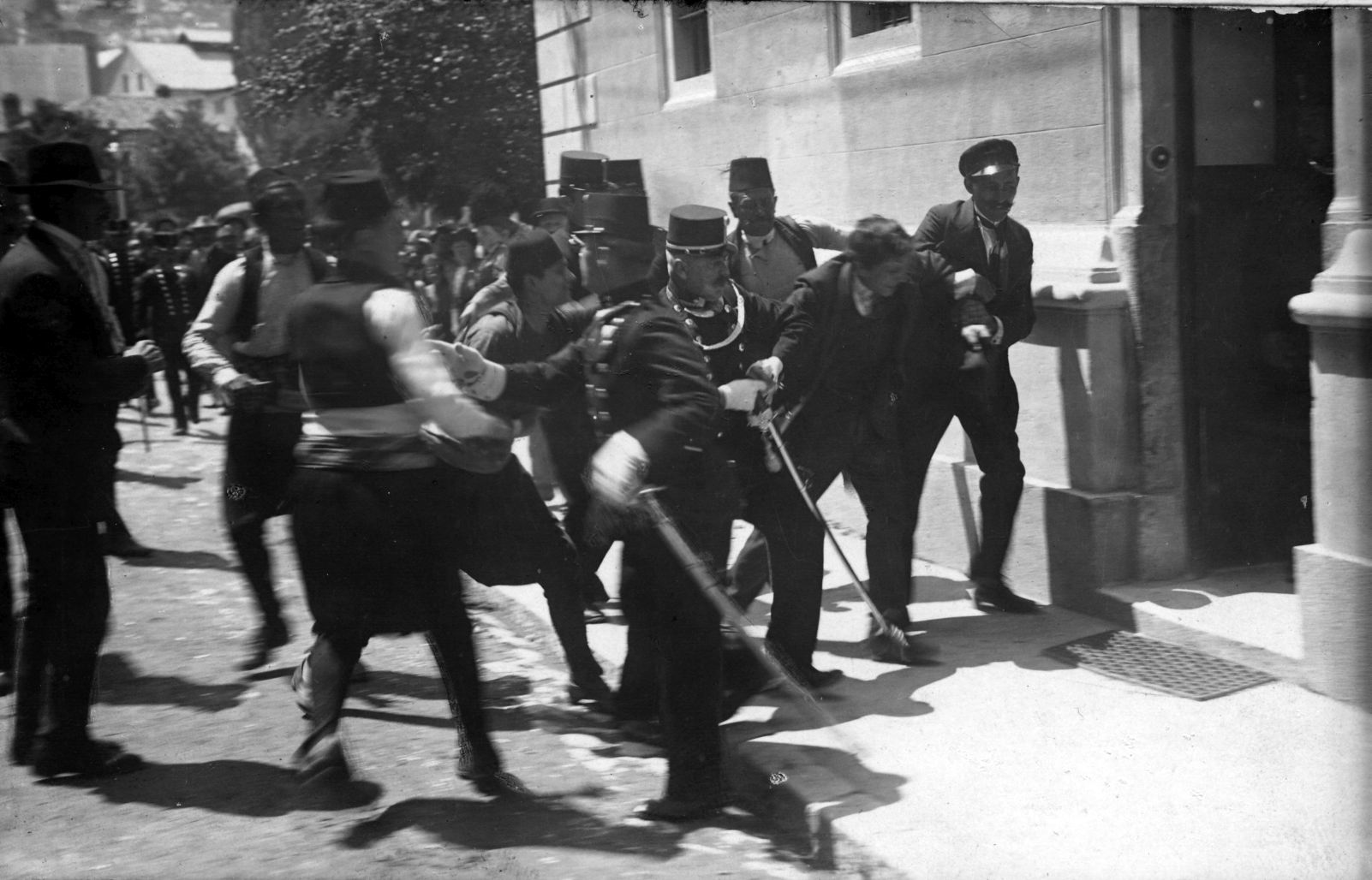
사건 현장에서 체포된 가브릴로 프린치프
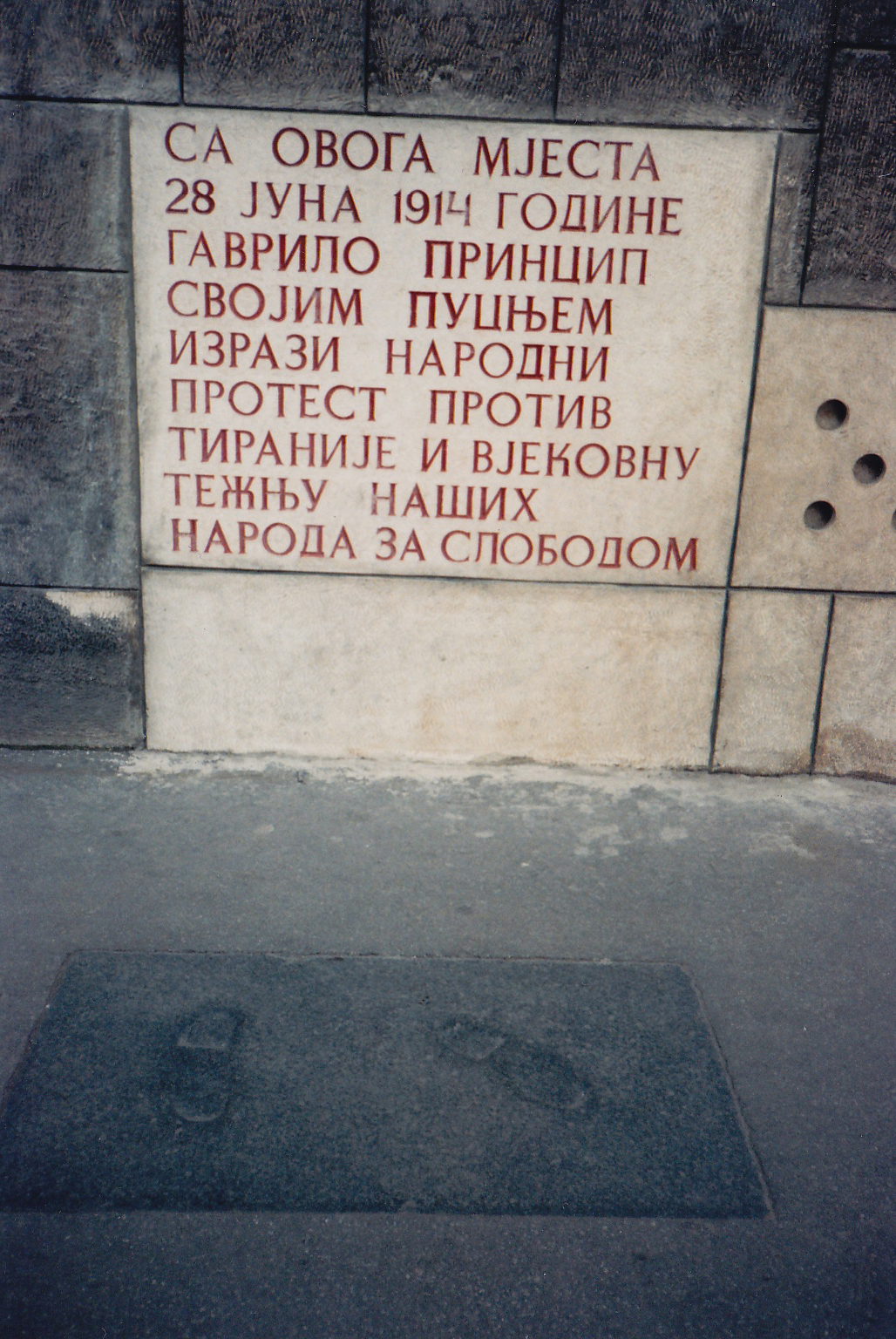
사건 장소에 있던 기념 명판과 재현해 놓은 범인의 발자국. 1987년에 촬영되었으며 보스니아 전쟁이 진행 중이던 1992년에 파괴되었다.
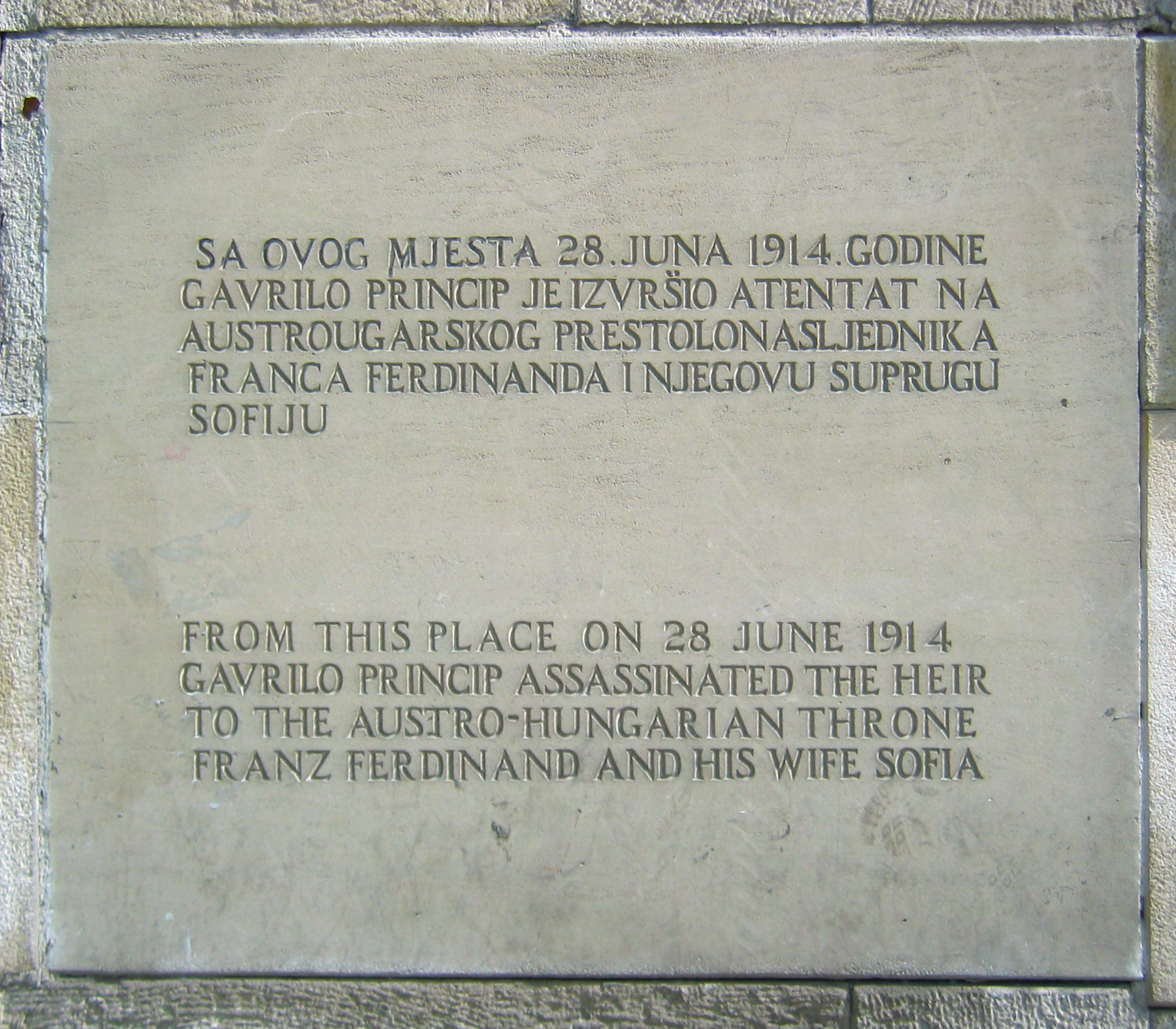
사건 장소에 있는 명판. 2009년 촬영.

## 같이 보기
- 사라예보 반세르비아 폭동